# Peccati in famiglia
Peccati in famiglia è un film del 1975, diretto da Bruno Gaburro.

## Trama
L'industriale Carlo arriva nella sua villa nel piacentino per trascorrervi le vacanze insieme alla moglie Piera e alla figlia Francesca. Al suo arrivo scopre con piacere che al posto della vecchia Zaira, dalla quale è stato allevato, è stata assunta come cuoca la giovane e procace vedova Doris, che l'uomo inizia subito a corteggiare e sedurre. Dopo qualche giorno arriva dal Sud anche Milo, il figlio di un incapace fratello di Carlo, studente e arrivista.
In breve tempo il giovane conquista dapprima Francesca, che aveva un'ambigua relazione con la sua amica Fedora, poi seduce Doris, di cui si serve per manovrare lo zio Carlo, e infine Piera che, più acuta di suo marito, lo sta per cacciare di casa. Dopo essersi assicurato la dedizione completa delle tre donne di casa, Milo spinge lo zio, malato di cuore, ad uno sforzo eccessivo con la cuoca, facendogli venire un infarto. In tal modo il ragazzo del Sud eredita villa, fabbriche e donne.